# Hopowo
Hopowo, dodatkowa nazwa w języku kaszubskim Hopòwò, (niem. Hoppendorf) – wieś kaszubska w Polsce, położona w województwie pomorskim, w powiecie kartuskim, w gminie Somonino, przy drodze krajowej nr 20 Stargard-Szczecinek-Gdynia. 
W latach 1975–1998 wieś administracyjnie należała do województwa gdańskiego.
We wsi jest placówka Ochotniczej Straży Pożarnej.
Północnymi krańcami wsi prowadzi turystyczny Szlak Wzgórz Szymbarskich. 

## Integralne części wsi
| SIMC    | Nazwa     | Rodzaj  |
| ------- | --------- | ------- |
| 0172451 | Nowy Dwór | kolonia |

## Nazwa miejscowości
Pierwotne niemieckie zapisy to Hopendorf lub Hoppendorf (z f na końcu) w formie ogólnoniemieckiej lub Hoppendorp (z p na końcu) w formie dolnoniemieckiej. W pierwszym członie mamy popularne na Kaszubach nazwisko Hoppe ( w kaszubskiej wymowie Hopa) wywodzące się od niemieckiego rzeczownika Hopfen, czyli 'chmiel'. Człon drugi Dorf, oznacza 'wieś'. W lokalnej, używanej przez ludność niemiecką m.in. na terenie Kaszub, dolnoniemieckiej wersji, słowo to brzmi Dorp. Ta niemiecka nazwa została w sposób regularny spolszczona do formy Hopowo i skaszubiona do Hopòwò, chociaż w lokalnej kaszubszczyźnie można też usłyszeć bliższą dolnoniemieckiemu oryginałowi formę Òpandorp.

## Historia miejscowości
Hopowo jest wsią stosunkowo nową, założoną ok. 1600 roku na miejscu wykarczowanych lasów w starostwie skarszewskim, w województwie pomorskim, I Rzeczpospolitej Polskiej. W tym samym okresie i na podobnych zasadach powstały sąsiednie wsie takie jak Egiertowo, Kamela czy Starkowa Huta. Porośnięty lasami teren osadnicy karczowali. Pozyskane pnie palili pozyskując smołę, węgiel drzewny, popiół i dziegieć. 
W roku 1773 mieszkali we wsi gburzy: Chrystian Kruse i wdowa Wigand, półgbur Marcin Stark. Prócz nich: Michał Kapiszka, Piotr Stark, Michał Wigand, Jürgen Kowalk, owczarz Adam Hoffmann i pasterz krów Jürgen Hoffmann. W roku 1864 wieś liczyła 203 mieszkańców.
Na koniec 1892 r wieś zamieszkiwało już 333 osób, w tym 178 Kaszubów (161 katolików i 17 ewangelików) i 155 Niemców ewangelików.
W roku 1895 założono we wsi gminę ewangelicką, która postawiła mały kościółek. W roku 1913 wybudowano i poświęcono obecny kościół, który służył ewangelikom do 1945 roku. Po zakończeniu II wojny światowej ewangelicka ludność niemiecka została wysiedlona. Kościół został przejęty przez miejscowych katolików.
W roku 1910, 4 lata przed wybuchem I wojny światowej Hopowo liczyło 335 mieszkańców, z czego 174 Niemców (169 ewangelików i 5 katolików), 159 Kaszubów katolików i 2 niemieckojęzycznych Żydów.
W 1913 r. w Hopowie były 2 karczmy, których właścicielami byli August Papke i Hermann Schier. Karczmy prowadziły też sprzedaż artykułów kolonialno-spożywczych i przemysłowych. Szklarzem był Johann Lyskowski; kowalem Theophil Czoska; stolarzem Karl Meiser. Kołodziejem był Mischke i Theophil Czoska (senior). Było też 2 szewców: Marschalkowski i Johann Stolz.
Od 1920 r. na bazie postanowień Traktatu Wersalskiego w granicach Polski (z przerwą na lata II wojny światowej).

## Zabytki
Według rejestru zabytków NID na listę zabytków wpisane są:
- kościół ewangelicki, obecnie rzymskokatolicki parafialny pw. Nawiedzenia NMP z lat 1911–1913, nr rej.: A-1877 z 10.05.2011
- drewniany dom nr 27 z 1879, nr rej.: 1116 z 1.03.1995
- kuźnia z 1927, nr rej.: j.w.

Neogotycki kościół został zbudowany jako ewangelicki, przejęty przez katolików po 1945. W okresie II Rzeczypospolitej kościół był we władaniu parafii liczącej 1296 wiernych i należącej do Superintendentury Kartuzy Ewangelickiego Kościoła Unijnego.